# Бугунський сільський округ (Байдібека район)
Бугу́нський сільський округ (каз. Бөген ауылдық округі, рос. Бугунский сельский округ) — адміністративна одиниця у складі району Байдібека Туркестанської області Казахстану. Адміністративний центр — село Шалдар.
Населення — 4531 особа (2021; 5221 у 2009, 5186 у 1999, 5479 у 1989).
Станом на 1989 рік існувала Бугунська сільська рада (села Акшиганак, Бекбау, Єктенді, Жиєнкум, Саркирма, Шалдар).

## Склад
До складу округу входять такі населені пункти:
| Населений пункт | Колишні назви | Населення, осіб (1989) | Населення, осіб (1999) | Населення, осіб (2009) | Населення, осіб (2021) |
| --------------- | ------------- | ---------------------- | ---------------------- | ---------------------- | ---------------------- |
| Акшиганак, село | -             | 237                    | -                      | -                      | -                      |
| Єкпінді, село   | Єктенді       | 1079                   | 1150                   | 1250                   | 954                    |
| --Дім чабана    | -             | -                      | -                      | -                      | 7                      |
| Жиєнкум, село   | -             | 753                    | 695                    | 827                    | 695                    |
| --Дім чабана    | -             | -                      | -                      | -                      | 7                      |
| Саркирама, село | Саркирма      | 640                    | 643                    | 727                    | 655                    |
| --Дім чабана    | -             | -                      | -                      | -                      | 1                      |
| Шалдар, село    | -             | 1910                   | 1465                   | 1307                   | 2204                   |
| --Бекбау, село  | -             | 860                    | 1233                   | 1110                   | -                      |
| --Дім чабана    | -             | -                      | -                      | -                      | 8                      |